# 山路之徽
山路 之徽（やまじ ゆきよし、享保14年（1729年）- 安永7年1月30日（1778年2月26日））は、江戸時代中期の儒学者・蘭学者・和算家・天文学者・地理学者。江戸幕府天文方山路主住の嫡男。通称・久次郎。別名・主徽・主長。妻は大橋重幸の娘。

## 経歴
江戸に生まれ、数学を父および久留島義太から学ぶ。宝暦10年（1760年）に部屋住みのまま暦作測量御用に任じられて、戸板保佑・船山輔之とともに父を補佐した。明和3年7月18日（1766年8月23日）に御目見得になる。安永2年3月7日（1773年3月29日）に父の跡を継いで小普請に配属されたが、安永6年5月3日（1777年6月8日）に評定所勤役儒者となった。翌年病死する。子供に先立たれたため、同門の仙台藩士小倉雅久の子徳風を養子にした。
世界地理の研究のために、青木昆陽や前野良沢にオランダ語を学んだ。著書に『蘭学緒言』（年次不明）・『萬国地理図説』（安永4年（1775年））などがある。
墓は東京都台東区大泉寺にある。